# Lyngså
Lyngså is een plaats in de Deense regio Noord-Jutland, gemeente Frederikshavn. De plaats telt 269 inwoners (2008).
- Virtual International Authority File: 237480272